# Quận Hanover, Virginia
Quận Hanover là một quận thuộc tiểu bang Virginia, Hoa Kỳ.
Quận này được đặt tên theo. Theo điều tra dân số của Cục điều tra dân số Hoa Kỳ năm 2000, quận có dân số 86.320 người, ước tính dân số năm 2007 là 100.721 người. Quận lỵ đóng ở Hanover Courthouse6. Quận nằm ở vùng Richmond-Petersburg và thuộc khu vực thống kê đô thị Richmond.

## Địa lý
Theo Cục điều tra dân số Hoa Kỳ, quận có diện tích km2, trong đó có km2 là diện tích mặt nước.

### Quận giáp ranh
- Quận Spotsylvania - tây bắc
- Quận Caroline - bắc
- Quận King William - đông bắc
- Quận New Kent - đông
- Quận Henrico - nam
- Quận Goochland - tây nam
- Quận Louisa - tây

## Thông tin nhân khẩu
Theo điều tra dân số 2 năm 2000, quận đã có dân số 86.320 người, 31.121 hộ gia đình, và 24.461 gia đình sống trong quận này. Mật độ dân số là 183 người trên một dặm vuông (71/km ²). Có 32.196 đơn vị nhà ở với mật độ trung bình là 68 trên một dặm vuông (26/km ²). Cơ cấu chủng tộc của dân cư quận gồm 88,32% người da trắng, 9,34% da đen hay Mỹ gốc Phi, 0,33% người Mỹ bản xứ, 0,79% châu Á, Thái Bình Dương 0,01%, 0,37% từ các chủng tộc khác, và 0,83% từ hai hoặc nhiều chủng tộc. 0,98% dân số là người Hispanic hay Latino thuộc một chủng tộc nào.
Có 31.121 hộ, trong đó 39,50% có trẻ em dưới 18 tuổi sống chung với họ, 66,40% là đôi vợ chồng sống với nhau, 9,30% có một chủ hộ nữ và không có chồng, và 21,40% là các gia đình không. 17,70% hộ gia đình đã được tạo ra từ các cá nhân và 6,80% có người sống một mình 65 tuổi hoặc lớn tuổi hơn là người. Cỡ hộ trung bình là 2,71 và cỡ gia đình trung bình là 3,07.
Trong quận, độ tuổi dân số đã được trải ra với 27,10% dưới độ tuổi 18, 6,90% 18-24, 30,70% 25-44, 24,80% từ 45 đến 64, và 10,60% từ 65 tuổi trở lên đã được những người. Độ tuổi trung bình là 37 năm. Đối với mỗi 100 nữ có 96,90 nam giới. Đối với mỗi 100 nữ 18 tuổi trở lên, đã có 92,80 nam giới.
Thu nhập trung bình cho một hộ gia đình trong quận đạt mức 59.223 USD, và thu nhập trung bình cho một gia đình là 65.809 USD. Thu nhập trung bình là $ 42.523 cho nam giới và 30.689 USD cho phái nữ. Thu nhập bình quân đầu người là 25.120 USD. Có 2,50% gia đình và 3,60% dân số sống dưới mức nghèo khổ, trong đó có 3,90% những người dưới 18 tuổi và 5,80% của những người 65 tuổi hoặc hơn.